# Semisuturia parviseta
Semisuturia parviseta är en tvåvingeart som först beskrevs av Malloch 1930.  Semisuturia parviseta ingår i släktet Semisuturia och familjen parasitflugor. Inga underarter finns listade i Catalogue of Life.